# Hatsavan
Hatsavan là một đô thị thuộc tỉnh Syunik, Armenia. Dân số ước tính năm 2011 là 245 người.